# جوزيف كولينز (لاعب كرة قدم أمريكية)
جوزيف كولينز (بالإنجليزية: Joseph Collins)‏ هو لاعب كرة قدم أمريكية أمريكي، ولد في 11 يناير 1988 في سيسيدي في الولايات المتحدة.